# SUSE Studio
SUSE Studio — представляет собой систему сборки собственного дистрибутива, основанного на openSUSE. Система позволяет конечному пользователю выбрать базовую систему, основанную на GNOME или KDE, разрядность будущей системы (32 или 64), версию, на основе которой будут создан дистрибутив, или пустой шаблон, на основе которого возможно собрать свою систему, подключив к ней все необходимые пакеты.
После завершения установки пакетов будущий дистрибутив необходимо собрать, после чего пользователь получает ссылку для скачивания.
Одной из необычных особенностей системы является возможность удаленного запуска собранного дистрибутива, запуск осуществляется прямо в браузере. За счет этой особенности пользователь может протестировать свой дистрибутив, не скачивая его. В начале пользователю доступно 15 Гигабайт онлайн-хранилища, в котором могут содержаться дистрибутивы пользователя
15 февраля 2018, сайт SUSE Studio официально прекратил свою работу. В блоге разработчики писали, что они полностью отключают сервер SUSE Studio, и перейдут на более современную платформу создания проектов - Open Build Service.